# Фочиккья
Фочиккья (фр. Focicchia, корс. Fughjuchja) — коммуна во Франции, находится в регионе Корсика. Департамент коммуны — Верхняя Корсика. Входит в состав кантона Голо-Морозалья. Округ коммуны — Корте.
Код INSEE коммуны — 2B116.

## Население
Население коммуны на 2008 год составляло 40 человек.
| 1962 | 1968 | 1975 | 1982 | 1990 | 1999 | 2008 |
| ---- | ---- | ---- | ---- | ---- | ---- | ---- |
| 31   | 54   | 48   | 34   | 22   | 30   | 40   |

## Экономика
В 2007 году среди 15 человек в трудоспособном возрасте (15—64 лет) 12 были экономически активными, 3 — неактивными (показатель активности — 80,0 %, в 1999 году было 46,7 %). Из 12 активных работали 12 человек (7 мужчин и 5 женщин), безработных не было. Среди 3 неактивных 1 человек был пенсионером, 2 были неактивными по другим причинам.

## Фотогалерея
- Фочиккья
- Церковь Сан-Баджо